# Талдыколь (Атырауская область)
Талдыколь (каз. Талдыкөл, до 2006 г. — Ре́дуть) — село в Махамбетском районе Атырауской области Казахстана. Входит в состав сельского округа Бейбарыс. Код КАТО — 235655500.

## История
Посёлок Редутский входил в 3-й Гурьевский военный отдел Уральского казачьего войска.

## Население
В 1999 году население села составляло 751 человек (368 мужчин и 383 женщины). По данным переписи 2009 года, в селе проживал 871 человек (415 мужчин и 456 женщин).